# Петър Цокев
Петър Димитров Цокев е български журналист. Ползва още псевдонима Милен Стрезов.

## Биография
Роден е на 22 юни 1937 г. в с. Етър, днес квартал на Габрово.
Основно образование получава в училището в с. Етър, а после завършва (1956) Априловската гимназия. Следва и се дипломира (1960) по специалността българска филология в СУ „Св. Климент Охридски“. Четири години работи като библиотекар, учител и журналист в гр. Силистра.
През периода 1964 – 1997 г. е журналист и редактор във в. „Балканско знаме“, където завежда отдел „Култура“ и с известно прекъсване е водещ редактор на изданието му за литература и изкуство.
Професионалните му изяви в сферата на писаното слово са като журналист и публицист, литературен и театрален критик, есеист, поет. Автор е на актуални и публицистични статии, интервюта, критически обзори, творчески портрети, отзиви и рецензии в местния, а и в столичния печат.
След пенсионирането му (1997) работи като журналист на свободна практика. В периода 2002 – 2006 г. е нещатен редактор на изданието за литература и изкуство „Храмът“ към в. „Габрово днес“ и заместник главен редактор на алманах „Зорница“. Сътрудничи на в. „100 вести“.
Член на Съюза на българските писатели и на Дружеството на писателите в Габрово.
Починал на 14 февруари 2019 г. 

## Признание и награди
Носител на орден „Кирил и Методий“, на Априловската награда за цялостно творчество (2013), на почетния знак на Габрово.